# Calappula saussurei
Calappula saussurei (Rathbun, 1898) è un granchio appartenente alla famiglia Calappidae che proviene dall'oceano Pacifico. È l'unica specie nel genere Calappula.

## Distribuzione e habitat
Vive fino a 300 m di profondità nelle zone con fondali molli, spesso fangosi o sabbiosi, della costa occidentale dell'America; si trova nel golfo di California e anche dalle Galápagos.

## Descrizione
Il carapace e le chele, come in altri calappidi, sono larghi e tozzi, con una superficie irregolare. Il carapace, marrone-rossastro o marrone-violaceo, è coperto da grandi tubercoli arancioni, che tendono al rosato negli esemplari che vivono nel fango e non nella sabbia.

## Riproduzione
Depone uova di colore rosso.